# Aris Limassol
Aris Limassol (řecky: Άρης Λεμεσού) je kyperský fotbalový klub sídlící ve městě Lemesos. Založen byl v roce 1930. Je jedním ze zakládajících členů Kyperské fotbalové asociace. Své domácí zápasy hraje na stadionu Alphamega s kapacitou 11 tisíc diváků. Klubovými barvami jsou zelená a bílá. V sezóně 2022–23 se Aris stal poprvé ve své historii mistrem Kypru. V roce 2022 se klub prvně podíval do evropských pohárů, k jeho největším úspěchům tam patří vyřazení BATE Borisov v předkole Ligy mistrů a Slovanu Bratislava v předkole Evropské ligy, oběma těmto klubům navíc na domácím stadionu nastřílel šest branek. V roce 1939 klub kvůli finančním problémům ukončil svou činnost, ale v roce 1952 byl obnoven. Svou kariéru v Arisu končil legendárních ukrajinský útočník Oleh Blochin. Ke známým hráčům v klubu patřil též ruský útočník Alexandr Kokorin (hostování z Fiorentiny), který měl značný podíl na zisku historického prvního titulu. V letech 1976–1980 a znovu 1983–1985 klub trénoval Čech Tadeáš Kraus.

## Výsledky v evropských pohárech
| Sezóna  | Soutěž           | Kolo        | Soupeř            | Doma | Venku | Celkem   |
| ------- | ---------------- | ----------- | ----------------- | ---- | ----- | -------- |
| 2022–23 | Konferenční liga | 2. předkolo | Neftçi Baku       | 2–0  | 0–3   | 2–3      |
| 2023–24 | Liga mistrů      | 2. předkolo | BATE Borisov      | 6–2  | 5–3   | 11–5     |
| 2023–24 | Liga mistrů      | 3. předkolo | Raków Częstochowa | 0–1  | 1–2   | 1–3      |
| 2023–24 | Evropská liga    | 4. předkolo | Slovan Bratislava | 6–2  | 1–2   | 7–4      |
| 2023–24 | Evropská liga    | skupina     | Glasgow Rangers   | 2–1  | 1–1   | 4. místo |
| 2023–24 | Evropská liga    | skupina     | Betis Sevilla     | 0–1  | 1–4   | 4. místo |
| 2023–24 | Evropská liga    | skupina     | Sparta Praha      | 1–3  | 2–3   | 4. místo |